# أغتشة غنبد (غرغين)
أغتشة غنبد (بالفارسية: آغچه گنبد) هي قرية تقع في إيران في قسم غرغین الريفي. يقدر عدد سكانها بـ 167 نسمة بحسب إحصاء 2016.